# 三保敬太郎
三保 敬太郎（みほ けいたろう、1934年10月17日 - 1986年5月16日）は、東京都出身の作曲家、編曲家、ジャズピアニスト、レーシングドライバー、俳優、映画監督。
妻はボーカリストの宮崎正子。

## 来歴
鮎川義介の懐刀で満州重工業開発理事や日本コロムビア社長などを歴任した三保幹太郎の息子。高校時代から、ピアニストの守安祥太郎に師事し、在学中の1950年に「クール・ノーツ」でプロデビュー。慶應義塾大学卒業後は、トミー・パーマー・オーケストラなどでピアニストとして活動。1959年4月、前田憲男、山屋清と「モダンジャズ3人の会」を結成。同年『モグラの唄』で芸術祭奨励賞受賞。1961年、日本ジャズ界の作･編曲分野に大きく貢献し、2度目の芸術祭奨励賞を受賞。
1965年、日本テレビのテレビドラマ『ザ・レーサー』（演出：早川恒夫、脚本：倉本聰、主演：鈴木やすし、長谷川明男、和田浩治、斎藤チヤ子）に俳優として出演。1968年、寺尾聰らとともにグループ・サウンズ『ザ・ホワイト・キックス』を結成。シングル1枚（「アリゲーター・ブーガルー/愛のことば」：東芝）のみで解散。
一世を風靡したテレビ番組『11PM』のタイトル曲の作曲者でもあり、死後の2000年に発売された「11PMのテーマ」が、オリコンシングルチャート初登場92位となる。同チャートでの自身初のチャートイン記録となった。
福沢諭吉の曽孫でレーシングドライバーの福澤幸雄とは、福澤が慶應義塾幼稚舎在学中からの仲であり、1969年には福澤の死を悼み、追悼盤を発表している。また自身もレーシングドライバーであり、マカオグランプリに1965年（ロータス・エラン）と1966年（マツダ）に参戦。1967年、第6回シンガポールGPツーリング&サルーンカーレースでは、クラス1（850cc以下）にて第3位に入賞した。
1986年、酒に酔って階段から転落し、その際の怪我が原因となり5月16日に脳内出血により死去した。51歳没。

## 作品

### 映画
- 拳銃0号 （1959年、日活）
- 事件記者シリーズ作品（日活版）
  - 事件記者 （1959年）
  - 事件記者 真昼の恐怖 （1959年）
  - 事件記者 仮面の脅迫 （1959年）
  - 事件記者 姿なき狙撃者 （1959年）
  - 事件記者 影なき男 （1959年）
  - 事件記者 深夜の目撃者 （1959年）
  - 事件記者 時限爆弾 （1960年）
  - 事件記者 狙われた十代 （1960年）
  - 事件記者 拳銃貸します （1962年）
  - 事件記者 影なき侵入者 （1962年）
- アイ・ラブ・ユウ （1959年、東宝）
- 白い閃光 （1960年、日活）
- 女と命をかけてブッ飛ばせ （1960年、新東宝）
- 俺は銀座の騎兵隊 （1960年、日活）
- 女獣 （1960年、新東宝）
- すべてが狂ってる （1960年、日活）
- 男の世界だ （1960年、新東宝）
- 風流滑稽譚 仙人部落 （1961年、新東宝）
- 非情の男 （1961年、松竹）
- 赤いネオンに霧が降る （1961年、ニュー東映）
- 花と嵐とギャング （1961年、ニュー東映）
- ファンキーハットの快男児シリーズ （1961年）
  - ファンキーハットの快男児 （1961年、ニュー東映）
  - ファンキーハットの快男児 二千万円の腕 （1961年、東映）
- 拳銃横丁 （1961年、日活）
- 波止場気質 （1961年、日活）
- 都会の魔窟 （1961年、日活）
- 空と海の結婚 （1962年、松竹大船）
- サラリーマン無鉄砲一家 （1963年、東宝）
- こんにちは赤ちゃん （1964年、日活）
- 世界詐欺物語 日本篇 （1964年、ユリウスプロ・東宝）
- 現代悪党仁義 （1965年、日活）
- 大日本殺し屋伝 （1965年、日活）
- 馬鹿と鋏 （1965年、東宝）
- 銭のとれる男 （1966年、大映）
- 帰ってきた狼 （1966年、日活）
- 3匹の狸 （1966年、東宝）
- パンチ野郎 （1966年、東宝）
- 安全運転のポイント （1967年、岩波映画製作所 / 社団法人自動車工業振興会）
- 燃える大陸 （1968年、日活）
- 爆発! 暴走族 （1975年、東映）
- 愛のなぎさ （1976年、三協映画）
- 悲愁物語 （1977年、三協映画 / 松竹）
- マッハ'78 （1978年、松竹 / 三協映画）

### テレビドラマ
- ザ★ゴリラ7 （1975年、NET / 東映）

### ラジオ
- マツダ・ミュージックラリー（TBSラジオ）
- 三保敬のワンポイントジョッキー（TBSラジオ）
- ザ・パンチ・パンチ・パンチ （ニッポン放送）

### バラエティ
- 11PM （日本テレビ・よみうりテレビ）
- みんなでスコール （日本テレビ）

### スポーツ
- 全日本女子プロレス中継（フジテレビ）
番組テーマ曲『BEAUTIFUL CHALLENGERS』は鈴木邦彦とともに作曲され、若手選手の入場テーマとしても使用された。

### アニメ
- おそ松くん[4] （毎日放送、1966年）
- おんぶおばけの歌 （よみうりテレビ、1972年）
- おんぶはネ （よみうりテレビ、1972年）

### その他
- たのしいフランス語テーマ曲（NHK教育テレビ、1967年 - 1976年）

### レコード・CD
- MUSIC FOR 11P.M.（1966年）※テーマ曲
- SOUND POESY "SACHIO"（1969年）※三保敬太郎と彼のグループ・名義
- 全開でぶっ飛ばせ（1970年）※フルスロットルジャズロックバンド・名義
- こけざる組曲 （1971年）※三保敬とジャズイレヴン・名義
- R-72 Racing Car Sound in CD-4（1972年）
- 全日本男子バレーボール・ミュンヘンの道（1972年）
- 11PMのテーマ （2000年）

## 監督作品
- マッハ'78 （1978年、松竹 / 三協映画）